# Daphniphyllum scortechinii
Daphniphyllum scortechinii là một loài thực vật có hoa trong họ Daphniphyllaceae. Loài này được Hook.f. miêu tả khoa học đầu tiên năm 1887.